# Listă de actori columbieni
Aceasta este o listă de actori columbieni.
Cuprins: Început - 0–9 A B C D E F G H I J K L M N O P Q R S T U V W X Y Z

## A
- Jorge Enrique Abello
- Juana Acosta
- Juan David Agudelo
- Alejandro Aguilar
- Joavany Álvarez
- Kepa Amuchastegui
- Gustavo Angarita
- Diana Ángel
- Silvio Ángel
- Adriana Arango
- Tatiana Arango
- Fernando Arango
- Julián Arango
- Luis Eduardo Arango
- Ana María Arango
- Luis Fernando Ardila
- Daniel Arenas
- Fernando Arévalo
- Chela Arias
- Karina Arroyave
- Luigi Aycardi

## B
- Paola Baldión
- Anderson Ballesteros
- Carlos Barbosa Romero
- Salvo Basile
- Álvaro Bayona
- Ana Victoria Beltrán
- Carlos Benjumea
- Ernesto Benjumea
- Marcela Benjumea
- Luis Fernando Bohórquez
- Francisco Bolívar
- Óscar Borda
- Alejandra Borrero
- Sergio Borrero
- María Cecilia Botero
- Carlos Buelvas
- Héctor Luis Bustamante

## C
- Flavio Caballero
- Fausto Cabrera
- Víctor Hugo Cabrera
- Carlos Camacho (actor)
- Manolo Cardona
- Hernando Casanova
- Lou Castel
- Tiberio Cruz

## D

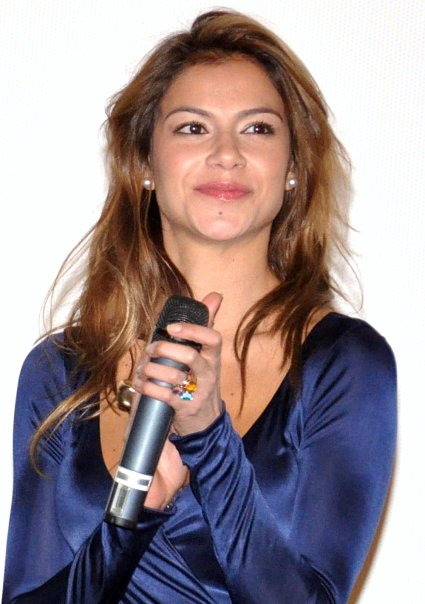
Catalina Denis

- Catalina Denis
- Ana Lucía Domínguez
- Ximena Duque

## F
- Helios Fernández
- Leandro Fernández (actor)
- Margarita Rosa de Francisco
- Lorena Forteza
- Ricardo Fuentes

## G
- Juan Pablo Gamboa
- Danna García
- Martina García
- Harry Geithner
- Hugo Gómez
- Miguel Gomez (actor)
- Pedro González

## K
- Natasha Klauss

## L
- John Leguizamo
- Andrés López Forero
- Beatriz Luz Lattanzi

## M
- Evaristo Márquez
- Alejandro Martínez
- Sebastián Martínez (actor)
- Andrés Mercado
- Catalina Sandino Moreno

## N
- Rafael Novoa

## O
- Julián Orrego
- Ana María Orozco

## P
- Lincoln Palomeque
- Kelly Palacios
- Andrés Parra
- Bernardo Romero Pereiro

## R
- Juan Pablo Raba
- Elkin Ramírez
- Frank Ramírez
- Paola Andrea Rey
- Juan David Restrepo
- Julián Román

## S
- Jery Sandoval
- Catherine Siachoque

## T
- Diego Trujillo

## V

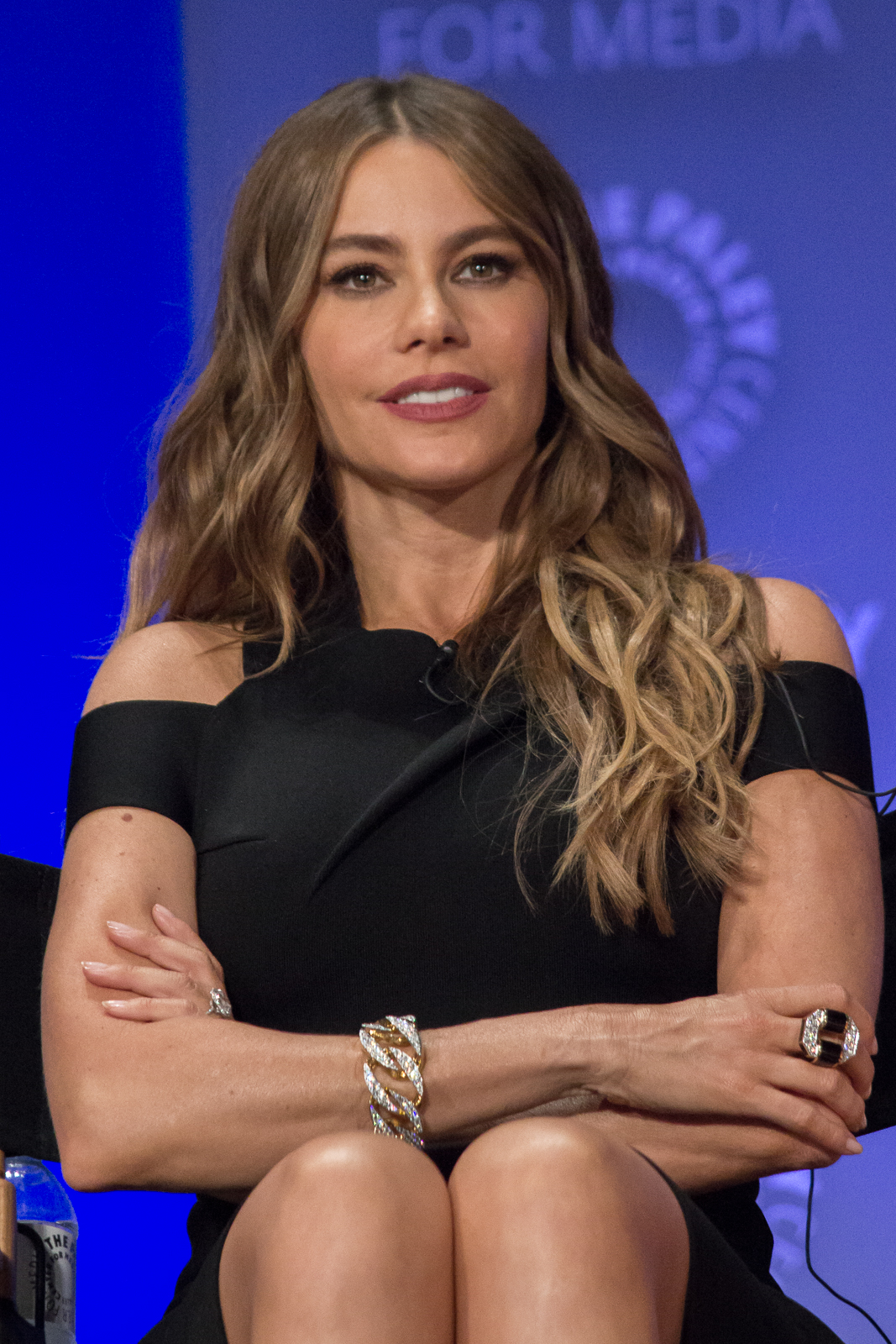
Sofía Vergara, 2015

- Alberto Valdiri
- Tommy Vásquez
- Sofía Vergara
- Jaider Villa
- Carmen Villalobos
- Carlos Vives

## Vezi și
- Listă de regizori columbieni

Format:Cinematografia columbiană